# Baja: Edge of Control
Baja: Edge of Control — видеоигра в жанре автосимулятор, разработанная студией 2XL Games и изданная компанией THQ в сентябре 2008 года для консолей Xbox 360 и PlayStation 3. 14 сентября 2017 года для Xbox One, PlayStation 4 и персональных компьютеров под управлением Windows вышло доработанное переиздание Baja: Edge of Control HD.

## Игровой процесс
Baja: Edge of Control представляет собой автосимулятор, выполненный в трёхмерной графике. Игроку доступны на выбор внедорожники разных классов, специально подготовленные для внедорожных автомобильных состязаний. Заезды проходят на одной из открытых локаций. При столкновениях и рабочем износе машины получают повреждения, которые сказываются как на их внешнем виде, так и на ходовых качествах. Отремонтировать транспортное средство можно на пит-стопах, а в некоторых видах заездов для починки есть возможность вызвать вертолёт.
«Гонка» — режим, в котором игрок может сам выбрать заезд и настроить его условия (например, количество кругов и интенсивность повреждений), включает следующие виды заездов:
- «Круговая гонка» (тренировка, одиночная гонка или на время);
- «Гонка ралли» (одиночная гонка или на время);
- «На гору» (одиночная гонка или на время);
- «Открытый класс» (одиночная гонка или на время);
- Baja (одиночная гонка или на время);
- «Свободная» (вольная, неограниченная во времени и условиях езда для изучения различных локаций).

«Карьера» — основной режим, служащий для прохождения игры и разблокировки новых внедорожников, маршрутов и локаций.
Многопользовательский режим выполнен в четырёх возможных вариантах: онлайн (до 10 игроков), по локальной сети (до 10 игроков), с разделённым экраном (до четырёх игроков) и панорамный (до четырёх игроков).
В игре действует система достижений.

## Разработка и выход игры
Baja: Edge of Control была анонсирована 17 марта 2008 года: за разработку отвечала новая студия 2XL Games (сотрудники которой имели опыт по созданию внедорожных гоночных симуляторов, разрабатывав игры серии MX vs. ATV), а за издательство — THQ. Для игры использованы специально настроенные внедорожники, лицензированные реальными автопроизводителями (например, Ford и Nissan), а спонсорами выступили реальные производители запчастей (например, BFGoodrich). Основой для идеи и сеттинга Baja: Edge of Control послужило реальное гоночное соревнование Baja 1000.
В Baja: Edge of Control представлен лицензированный саундтрек в жанре рок от известных композиторов и групп, таких как The Exies («Dose»), Rise Against («Drones»), Ханс Циммер («Hijack») и других. Во время заездов можно сменить проигрываемый в данный момент трек на другой. В версии для Xbox 360 есть поддержка пользовательской музыки.
Выход Baja: Edge of Control состоялся для Xbox 360 и PlayStation 3 22 сентября 2008 года в Северной Америке, 25 сентября того же года — в Австралии и 26 сентября — в Европе. 14 сентября 2017 года игра была переиздана как Baja: Edge of Control HD для Xbox One, PlayStation 4 и персональных компьютеров под управлением Windows: в эту версию были внедрены некоторые изменения, такие как повышенное качество текстур, увеличенное количество игроков онлайн до 16 человек, новые музыкальные треки, трофеи и достижения.

## Оценки и мнения

### Оригинальная версия
| Сводный рейтинг    | Сводный рейтинг | Сводный рейтинг |
| Издание            | Оценка          | Оценка          |
| Издание            | PS3             | Xbox 360        |
| ------------------ | --------------- | --------------- |
| GameRankings       | 62,88 %         | 67,83 %         |
| Game Ratio         | 67 %            | 71 %            |
| Metacritic         | 61/100          | 65/100          |
| MobyRank           | 60/100          | 69/100          |
| Иноязычные издания |                 |                 |
| Издание            | Оценка          | Оценка          |
| Издание            | PS3             | Xbox 360        |
| 1UP.com            | B+              | B+              |
| AllGame            | [ 12 ]          | [ 13 ]          |
| Edge               | N/A             | 5/10            |
| Eurogamer          | N/A             | 6/10            |
| Game Informer      | 8/10            | 8/10            |
| GamePro            | N/A             | 2,5/5           |
| GamesMaster        | N/A             | 62/100          |
| GameSpot           | 6,5/10          | 7,5/10          |
| GameSpy            | [ 21 ]          | [ 22 ]          |
| GameTrailers       | 7/10            | 7/10            |
| GameZone           | 6/10            | 6/10            |
| IGN                | 4,9/10          | 6,9/10          |
| OXM                | N/A             | 8/10            |
| TeamXbox           | N/A             | 7/10            |
| WorthPlaying       | 7/10            | 7/10            |
| XboxAddict         | N/A             | 7,5/10          |

Baja: Edge of Control получила смешанные отзывы от критиков. К плюсам рецензенты относили интересные режимы и многопользовательские возможности, но среди недостатков отметили высокий порог вхождения и однообразное прохождение. Версия для PlayStation 3 также была раскритикована из-за низкого качества графики и нестабильной частоты кадров. На Metacritic средняя оценка составляет 65/100 у версии для Xbox 360 и 61/100 — для PlayStation 3. Схожая статистика опубликована на GameRankings: 67,83 % — для Xbox 360 и 62,88 % — для PlayStation 3.

### Переиздание
| Сводный рейтинг    | Сводный рейтинг | Сводный рейтинг | Сводный рейтинг |
| Издание            | Оценка          | Оценка          | Оценка          |
| Издание            | PC              | PS4             | Xbox One        |
| ------------------ | --------------- | --------------- | --------------- |
| GameRankings       | 60 %            | 66,25 %         | 70 %            |
| Metacritic         | N/A             | 65/100          | 67/100          |
| Иноязычные издания |                 |                 |                 |
| Издание            | Оценка          | Оценка          | Оценка          |
| Издание            | PC              | PS4             | Xbox One        |
| Jeuxvideo.com      | 12/20           | 12/20           | 12/20           |
| Push Square        | N/A             | 7/10            | N/A             |
| WorthPlaying       | N/A             | 6,5/10          | N/A             |
| 4Players.de        | N/A             | N/A             | 77/100          |
| Areajugones        | N/A             | 6/10            | N/A             |
| COGConnected       | N/A             | 80/100          | N/A             |
| Eurogamer Italy    | N/A             | 6/10            | N/A             |
| GameGrin           | 4/10            | N/A             | N/A             |
| GameSpew           | N/A             | N/A             | 7/10            |
| Generación Xbox    | N/A             | N/A             | 6,5/10          |
| Hooked Gamers      | 8/10            | N/A             | N/A             |
| Man!ac             | N/A             | 70/100          | 70/100          |
| Meristation        | 6,5/10          | N/A             | N/A             |
| SomosXbox          | N/A             | N/A             | 5,2/10          |
| SpazioGames        | N/A             | 7/10            | N/A             |
| TheSixthAxis       | N/A             | 5/10            | N/A             |
| TheXboxHub         | N/A             | N/A             | [ 54 ]          |
| ZTGD               | N/A             | N/A             | 7/10            |

Как и оригинальная игра, Baja: Edge of Control HD получила смешанные отзывы. На Metacritic средняя оценка составляет 67/100 у версии для Xbox One и 65/100 — для PlayStation 4, а на GameRankings 70% — для Xbox One, 66.25% — для PlayStation 4 и 60% — для ПК.